# 引眉

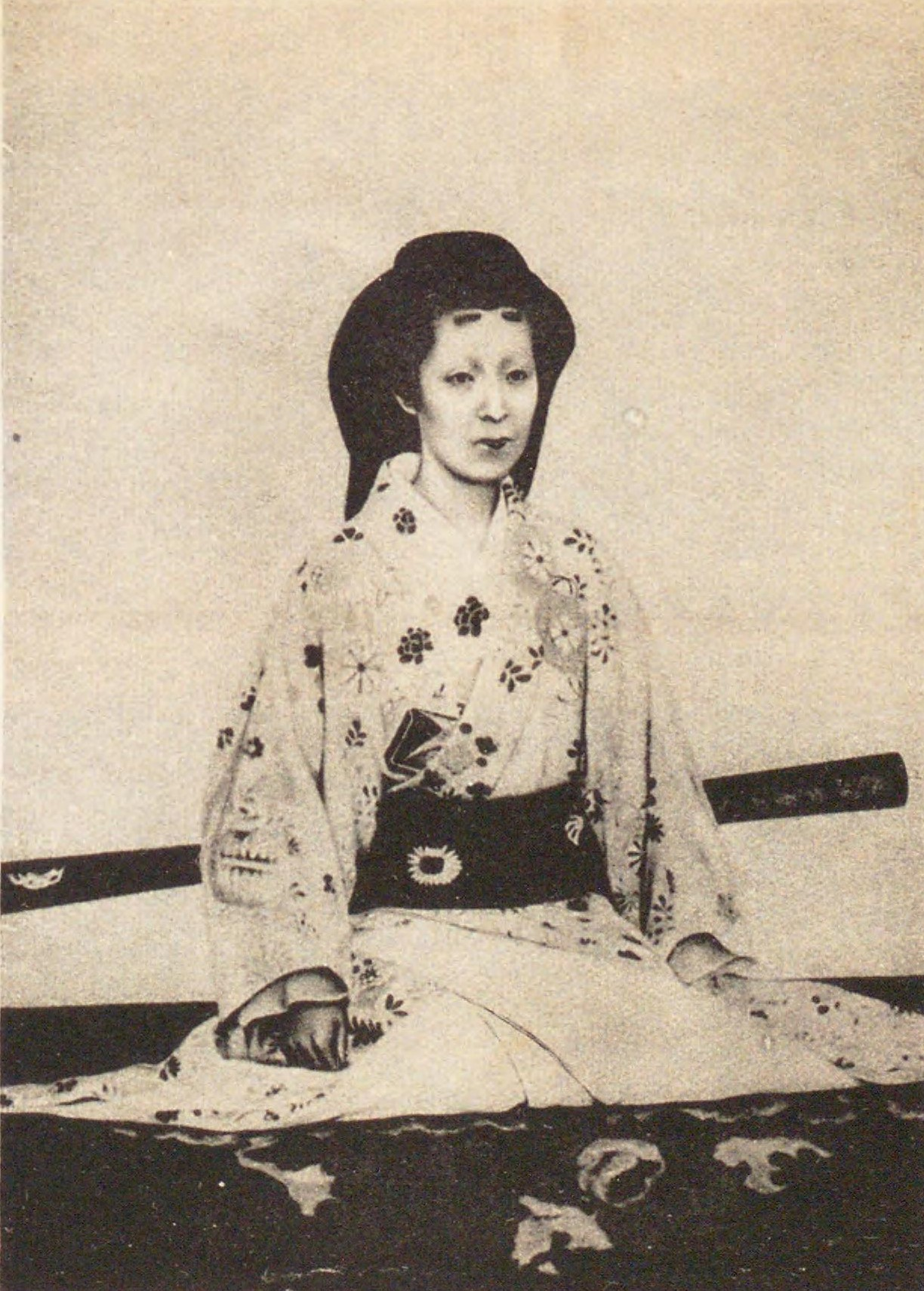
引眉と殿上眉の例（一条美賀子）

引眉（ひきまゆ）は、奈良時代からの化粧法で、眉を剃る、または抜くことを意味する。

## 奈良時代
眉を剃る、または抜いたあと、細い弓形の眉を墨で描く。

## 平安時代〜安土桃山時代

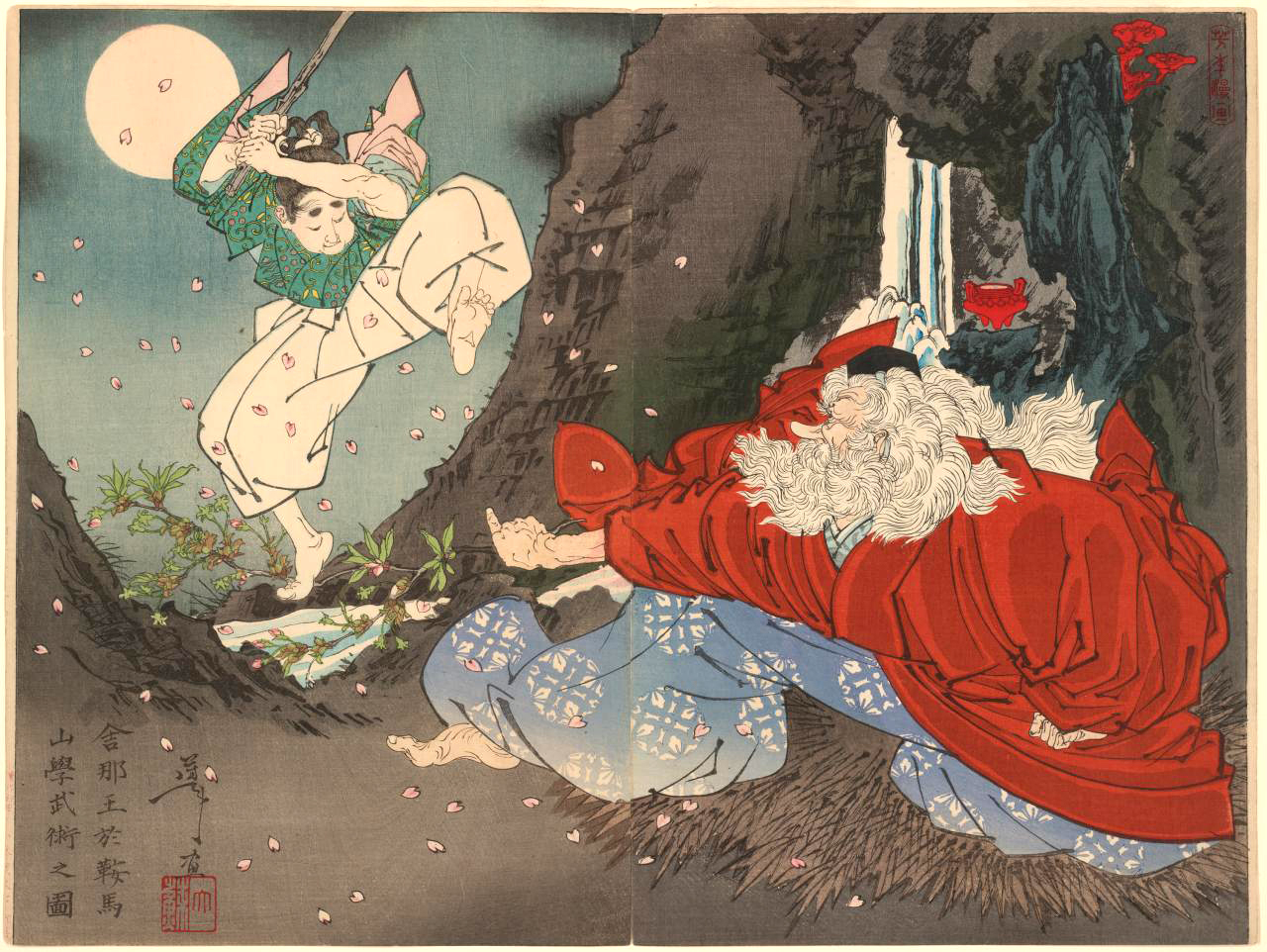
烏天狗と牛若丸（引眉の事例）

眉を剃る、または抜いたあと、除去した眉よりも高い位置に「殿上眉」という長円形の眉を墨で描く。
元来は裳着の際に、お歯黒とセットで行われたもので、平安時代中期頃から男性貴族、平家の武将等の元服の時にも行うようになった。
室町時代以降は殿上眉の位置はさらに高くなり、能面にも写されるようになった。

## 江戸時代

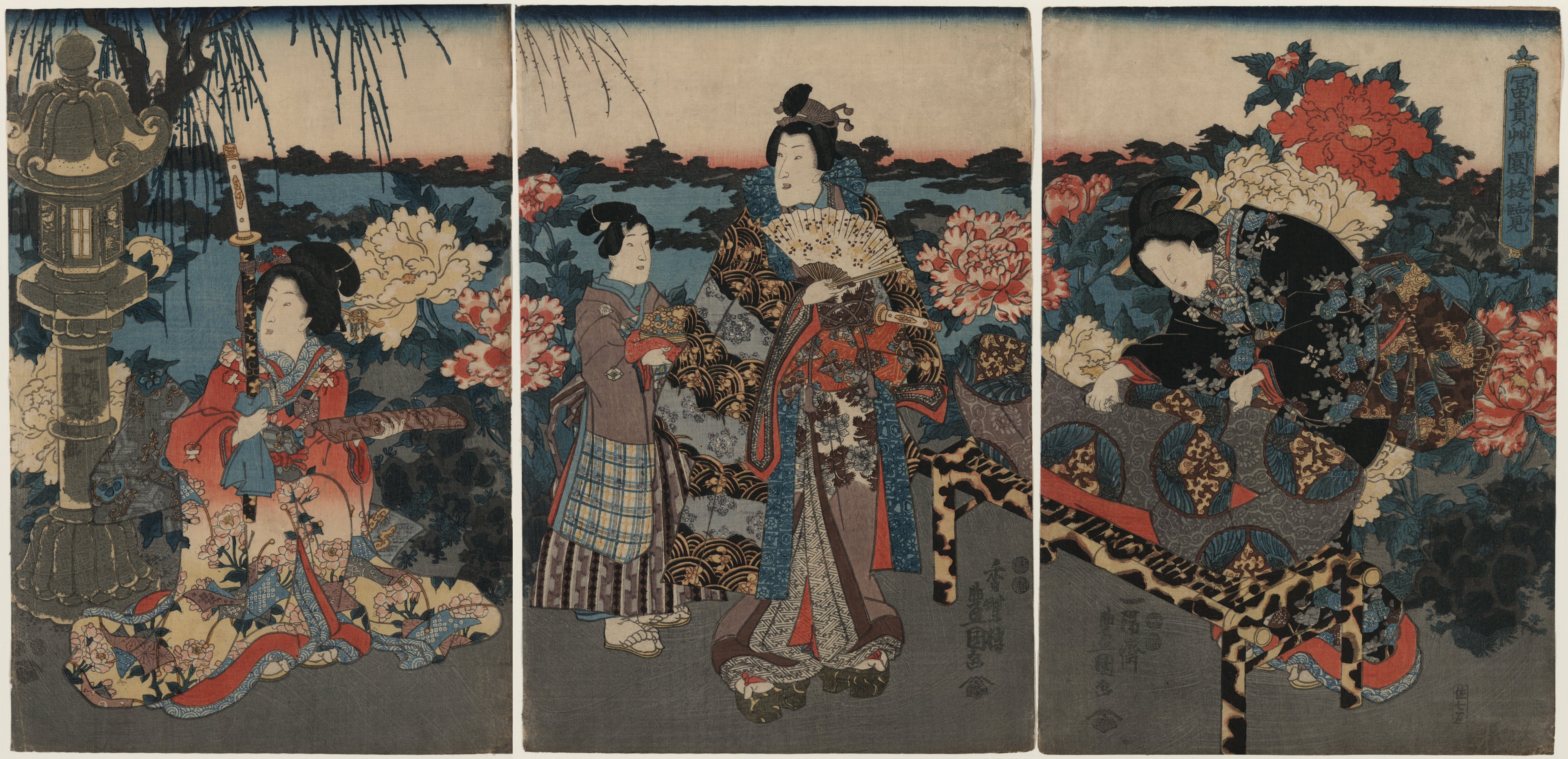
歌川国貞『富貴草園遊覧』（右端の女性が引眉かつお歯黒）

江戸時代では以下に該当する女性のみの習慣となり、元服の際にお歯黒とセットで行われたものである。
- 既婚女性全般（お歯黒を付け、引眉する、ただし武家（武士）の妻は出産後に引眉する）
- 18〜20歳以上の未婚女性（お歯黒を付けても引眉する場合としない場合有り）

江戸中期までは眉を剃る、または抜いたあと、元々の眉を薄い墨でなぞる。江戸後期以降は眉を剃る、または抜いたあと眉を描かない場合が多い。
なお、演劇や浮世絵などでは剃った跡を薄い青で表現する場合が多い、これを青黛と呼んでいる。
なお、お歯黒を付けても眉を剃らない場合もあり、この場合は半元服と呼ばれる。
この他、幕末から明治時代にかけての写真や浮世絵に、2歳から12歳くらいの少女が、眉を剃っているものをよく見かける。

## 明治時代
文明開化以降はお歯黒とともに衰退し、明治時代中期にはほとんどみられなくなった。一部の演劇、また伝統的な祭りの際にみられるだけである。

## 大正～現代
20世紀末に極細眉が流行した。先祖返りともいえよう。
眉墨#日本における眉化粧の歴史を参照のこと。